# Stok (toponiem)

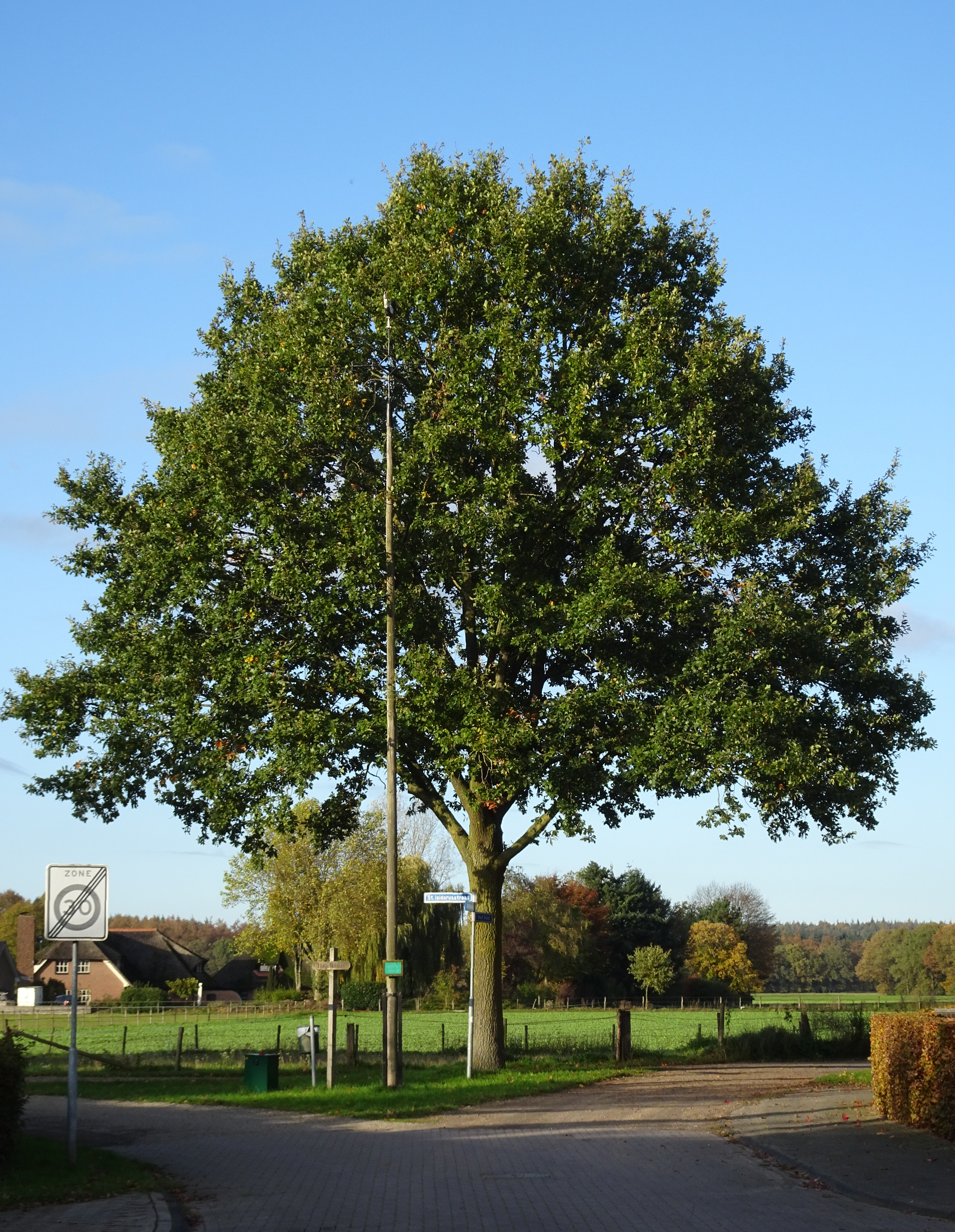
Hagelkruis Stokkum (Gelderland)

Stok is een toponiem in de Germaanse talen, inclusief de Scandinavische talen.
Varianten komen voor in België, Nederland, Duitsland, Engeland en Luxemburg, en in Denemarken, Noorwegen en Zweden. Enkele vormen zijn Stock, Stoc, Stoch , Stoche , Stoke en Stokske. Zoals veel toponiemen is stok ook in gebruik in achternamen, als adresnaam (Van der Stok) of metonymische beroepsnaam (Stokman, Stoks, Peekstok, Wijnstok).
Het woord stok betekende in het Oudnederlands boomstam, later ook tak, en werd als pars pro toto gebruikt om bomen of geboomte aan te duiden. En deel van de toponiemen verwijst naar deze betekenis, een ander deel verwijst naar kapellen en veldkapellen, teruggrijpend op boomstammen waarin of waaraan heiligenbeelden of relikwieën geplaatst werden.

## Benamingsmotieven
De benamingsmotieven en uitkomsten van onderzoek worden hieronder uitgewerkt. Samengevat:
- Hout, bomen, beboomd gebied
- Plaats van devotie
- Beide bovenstaande motieven zijn mogelijk
- Overige, min of meer gelijkluidende woorden (homoniemen)

### Bomen, hout
Toponiemen die rechtstreeks verwijzen naar bomen, bosgebied of rooiing, of naar hout als bouwmateriaal, komen vaak voor in combinatie met -heem en -hem. Voorbeelden zijn Stokkem, Stokhem, Stokkum (Gelderland) en Stokkum (Overijssel); de naam Houthem is vergelijkbaar.
Als veldnaam was stok in Vlaanderen productief om kleinere rooiingen of ontginningen te benoemen.
Oude attestaties zijn Stocheta (1119, omgeving Diksmuide) en Stokrooie (1154), mogelijk een gerooid bos waarvan eventueel de stronken zijn blijven staan. In de onbekende plaatsen Stochfurd (1144, bij Keulen) en Stocdam (1197, bij Oostburg) wordt tak, rijs of twijg gecombineerd met voorde en dam. Stockbridge (1166, South Yorkshire) verwijst naar een houten brug.
Bij het Nederlands-Limburgse Stokt is de -t een verzamelsuffix, dit is dus een plaats met bomen of stronken. Stok met deze suffix is ook te herkennen in het al genoemde Stocheta en in Stockeide (1215, Stockheide bij Aken) en Stocd (1217, Stokt bij Brussel). 
De naam Stokske is in gebruik voor een buurtschap bij Oisterwijk, een veld in Roosendaal en een gebied bij Nispen. Bij Stokkel is de uitgang met -el een verkorting van zele, -sel, wat hof of zaal kan betekenen. Een meer rechtstreekse verwijzing is de Herenterenstok, een haagbeuk die als grenspaal diende. Bij Stockholm verwijst Stock- naar hout, bos of bomen, dat is niet duidelijk. De holme zijn de kleine eilanden waar de stad ontstond.

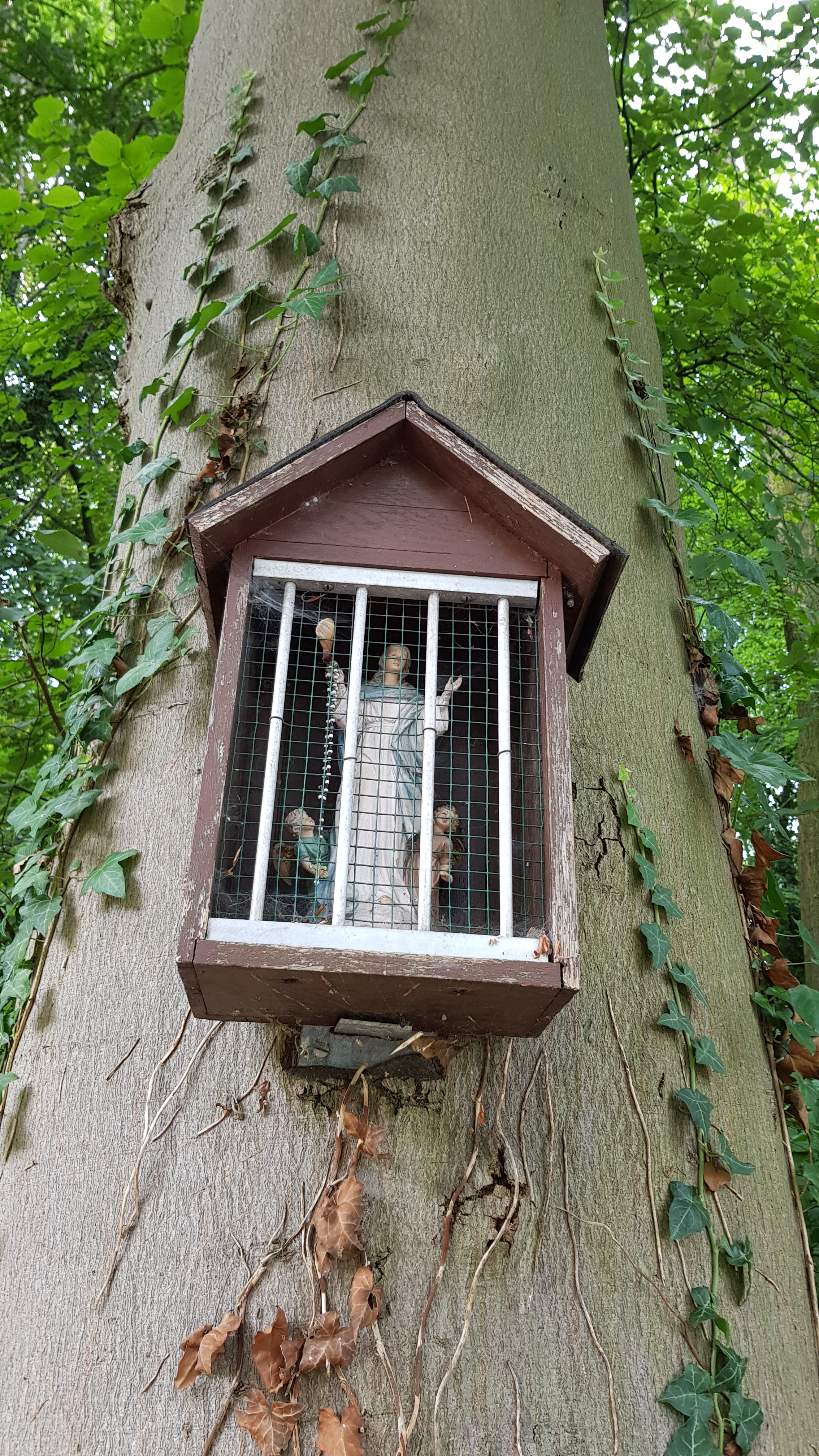
Kastje in het Savelsbos bij Gronsveld, 2019

### Heilige
In combinatie met de naam van een heilige wijst stok vaak op een plaats van devotie. De benaming duidt op een paal of boomstronk met daaraan een kastje (keske, kaske) waarin een heiligenbeeld staat, oorspronkelijk met een offerblok.:140 Deze was vaak gecombineerd met een put waarvan het water als heilzaam beschouwd werd. Het verband wordt verduidelijkt door een Helvoirtse tekst uit 1309: ad truncum, in quo consistit imago beati Nicolai 'bij de stam (of stronk) met daarin het beeld van de heilige Nicolaas'.
Op dergelijke plaatsen zijn vaak kapellen ontstaan die de aanduiding stok overnamen. Benamingen die naar devotie verwijzen zijn Quirijnstok, een wijk in Tilburg en Sinterklaasstok, dat voorkomt in Breda en vroeger in Drunen, Helvoirt, Nuland, Tilburg, Vught en Haren.
Meerdere plaatsen hadden een beeld dat aangeduid werd als Onze-Lieve-Vrouw op 't Stokske. Het bekendst is Antwerpen; een Vlissings beeld op de zeewering van de Schelde was er misschien van afgeleid en het werd tot in de 16e eeuw gebruikt als plaatsbepaling. In Etten was er een Onze Lieve Vrouwenstokske.

### Beide mogelijk
In Valkenswaard draagt een gebied de naam Stokske, met daarin een perceel het Kaske en een samenkomst van wegen de Drie Kassen.:180 Daarmee is niet gezegd dat het Stokske daaraan zijn naam ontleent. Onduidelijkheid is er ook bij Stokhasselt, een wijk in Tilburg die grenst aan Quirijnstok. Men zou verwachten dat ook deze naar devotie zou verwijzen, maar de naam  die Stoc Hasselt is ouder en kan gewoon op geboomte duiden.

### Overige
Andere betekenissen kunnen aanleiding geven tot vergelijkbare of gelijkluidende toponiemen. Een vrij willekeurige selectie:
- Een stock is in de geologie een rotsmassa die doorstoken wordt door een ander type rots; een voorbeeld is de Bürgenstock in Zwitserland.
- Het Engelse stoke kan teruggrijpen op stocc, een cognaat van stok, maar stow is ook mogelijk in een naam als Redbornstoke Hundred.[12]
- Diverse plaatsen in Duitsland en Polen, waaronder de Oostzeehaven Rostock, heetten vroeger Roztok; dit is een Slavisch woord voor een splitsing in een waterloop.[13]
- Nederlandse voorbeelden met onduidelijke etymologie zijn Stocksterhorn en Stokkelaarsbrug. Die laatste verwijst mogelijk naar iemand die waggelend liep; de oudst bekende vorm is bovendien Stoppelaers brug.[14]

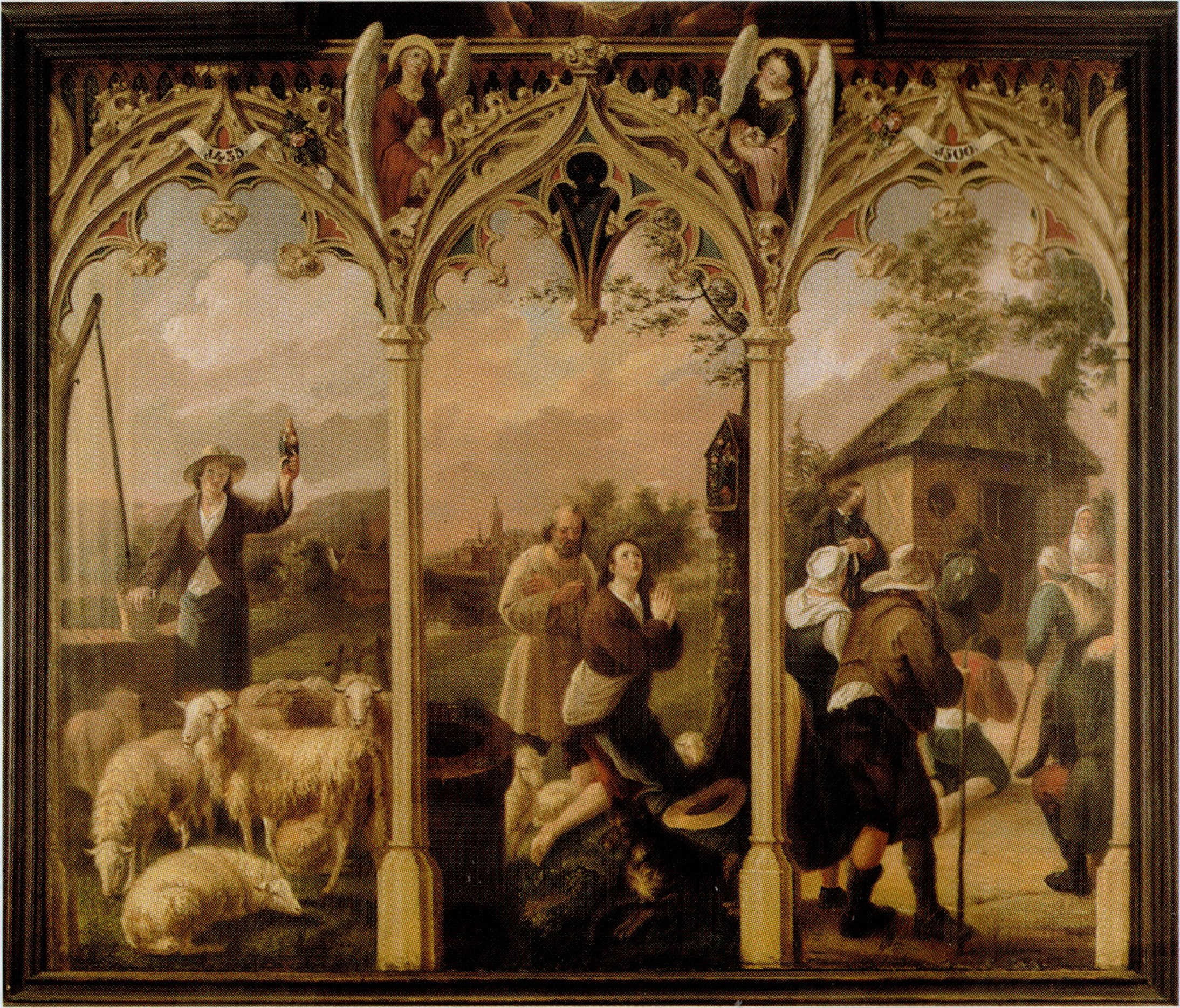
De devotie rond Onze Lieve Vrouwe in 't Zand te Roermond toont een karakteristiek verloop: bij een put wordt een beeldje aan een boom (stok) gehangen dat daar op wonderbaarlijke wijze terechtgekomen is. Later komt er een kapel: de Kapel in 't Zand. Het toponiem stok is hier niet aanwezig. Anoniem, 2e helft 19e eeuw.